# Eldar

Esquema básico racial de los elfos del universo ficticio de J. R. R. Tolkien.

Dentro del universo ficticio del autor británico J. R. R. Tolkien, Eldar (plural de elda), que en quenya significa "pueblo de las estrellas", es el nombre que se dio a los Elfos que emprendieron la Gran Marcha: los Vanyar, los Noldor y los Teleri (aunque originalmente el término abarcaba a todos los Elfos). 
Fueron invitados a dejar Cuiviénen (lugar de su nacimiento) y a viajar hasta Aman por el Vala Oromë, con el único sustento de Lembas (tipo de pan) que obtuvieron como obsequio para el camino. Hubo algunos que se desviaron antes de llegar a Beleriand, a estos se les conoció como los Nandor. Una vez en Beleriand Ulmo remolcó a los Vanyar y a los Noldor hasta Aman demorándose los Teleri. Tiempo más tarde algunos Teleri siguieron el camino de sus hermanos y una vez en Aman vivieron, primero en Tol Eressëa y luego en Alqualondë. Los Teleri que se quedaron definitivamente en Beleriand fueron conocidos como los Sindar.
Los Vanyar vivieron en Valinor, los Teleri en Eldamar y los Noldor, a causa del juramento de Fëanor emigraron nuevamente a la Tierra Media.

Divisiones de los Elfos.

- Datos: Q2755612